# Ophiomyia cursae
Ophiomyia cursae är en tvåvingeart som beskrevs av Pakalniskis 1996. Ophiomyia cursae ingår i släktet Ophiomyia och familjen minerarflugor.
Artens utbredningsområde är Lettland. Inga underarter finns listade i Catalogue of Life.